# Плёс (Волгоградская область)
Плёс — хутор в Алексеевском районе Волгоградской области России. Входит в состав Аржановского сельского поселения.
Население — 12 чел. (2010).
Хутор расположен в юго-восточной части района, в 12 км южнее станицы Аржановской, на правом берегу реки Хопёр. В 59 км восточнее железнодорожная станция Себряково (Михайловка) на линии «Волгоград—Москва»; в 45 км северо-восточнее расположена федеральная дорога M6 «Каспий».
До районного центра — 47 км по дороге.
Излучина реки Хопёр и лес создают благоприятные условия для отдыха. Наличие пастбищ позволяет заниматься скотоводством.

## История
По состоянию на 1918 год хутор входил в Зотовский юрт Хопёрского округа Области Войска Донского.